# Боб Гоуп
Боб Го́уп (англ. Bob Hope, справжнє ім'я: Ле́слі Та́унз Го́уп англ. Leslie Townes Hope; 29 травня 1903, Лондон, Англія — 27 липня 2003, Толука-Лейк, Лос-Анджелес, Каліфорнія, США) — американський комік, актор кіно й драматичного театру, теле- і радіоведучий, який 18 раз (з 1939 по 1977 рік) вів церемонію вручення премій «Оскар» — частіше, ніж будь-хто в історії.

## Життєпис

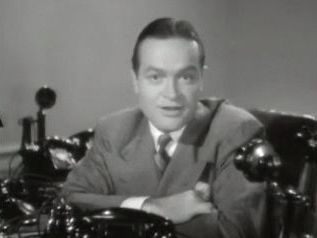
Боб Гоуп

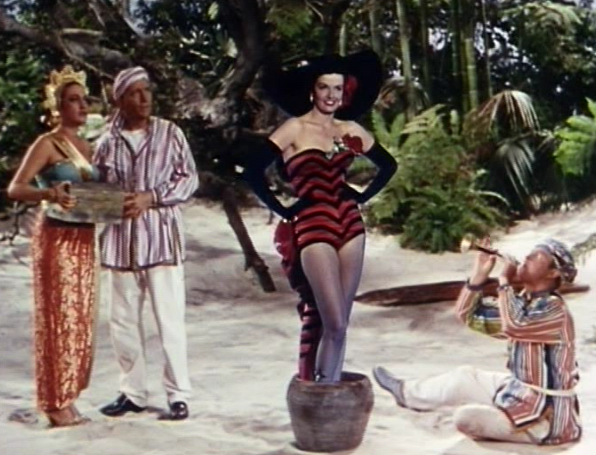
Дороті Ламур, Бінг Кросбі, Джейн Расселл і Боб Гоуп у фільмі 1952 року «Дорога на Балі»

Народився в місті Лондон. 1908 року Гоупа батьки вирішили переїхати в США. У 12-річному віці уже працював у вар'єте; у 18-вічному — працював у театрі «Бенбокс» у Клівленді. Переїхав до Нью-Йорка, грав у численних мюзиклах; у 1938 році вдало знявся в кіно — і почав теж працювати ведучим на радіо. У 1950-ті роки почав працювати на телебаченні; у 1960-ті роки став одним із найпопулярніших телеведучих країни. Крім того, зіграв ролі у більш ніж 80 кінофільмах.
У ході своєї кар'єри неодноразово виступав перед американськими військовослужбовцями в районах військових конфліктів (Корея, В'єтнам, Саудівська Аравія), за що отримав звання Почесного ветерана збройних сил США. Загалом за своє життя він отримав близько 1000 різних нагород. Був одружений двічі, причому перший шлюб, укладений в 1933 році, швидко розпався. У 1934 році одружився вдруге.
Помер 27 липня 2003 року, через два місяці після свого столітнього ювілею. Друга дружина Боба Гоупа співачка і філантроп Долорес Гоуп 27 травня 2009 року теж переступила столітній рубіж.

## Вибрана фільмографія
- 1938 — Школа свінгу[3]
- 1942 — Дорога на Марокко / The Road to Morocco